# Belaichhari
Belaichhari (en bengali : বিলাইছড়ি) est une upazila du Bangladesh dans le district de Rangamati. En 1991, on y dénombrait 17 973 habitants.